# The Birds of America
The Birds of America (auch: The Double Elephant Folio of The Birds of America, zu deutsch Das Doppel-Elefanten-Folio der Vögel Amerikas) ist ein 1826 bis 1838 herausgegebenes ornithologisches Werk von John James Audubon. Es besteht aus 435 Bildtafeln mit Darstellungen nordamerikanischer Vögel in Lebensgröße.

## Entstehung

### Hintergrund und Weg zur Veröffentlichung

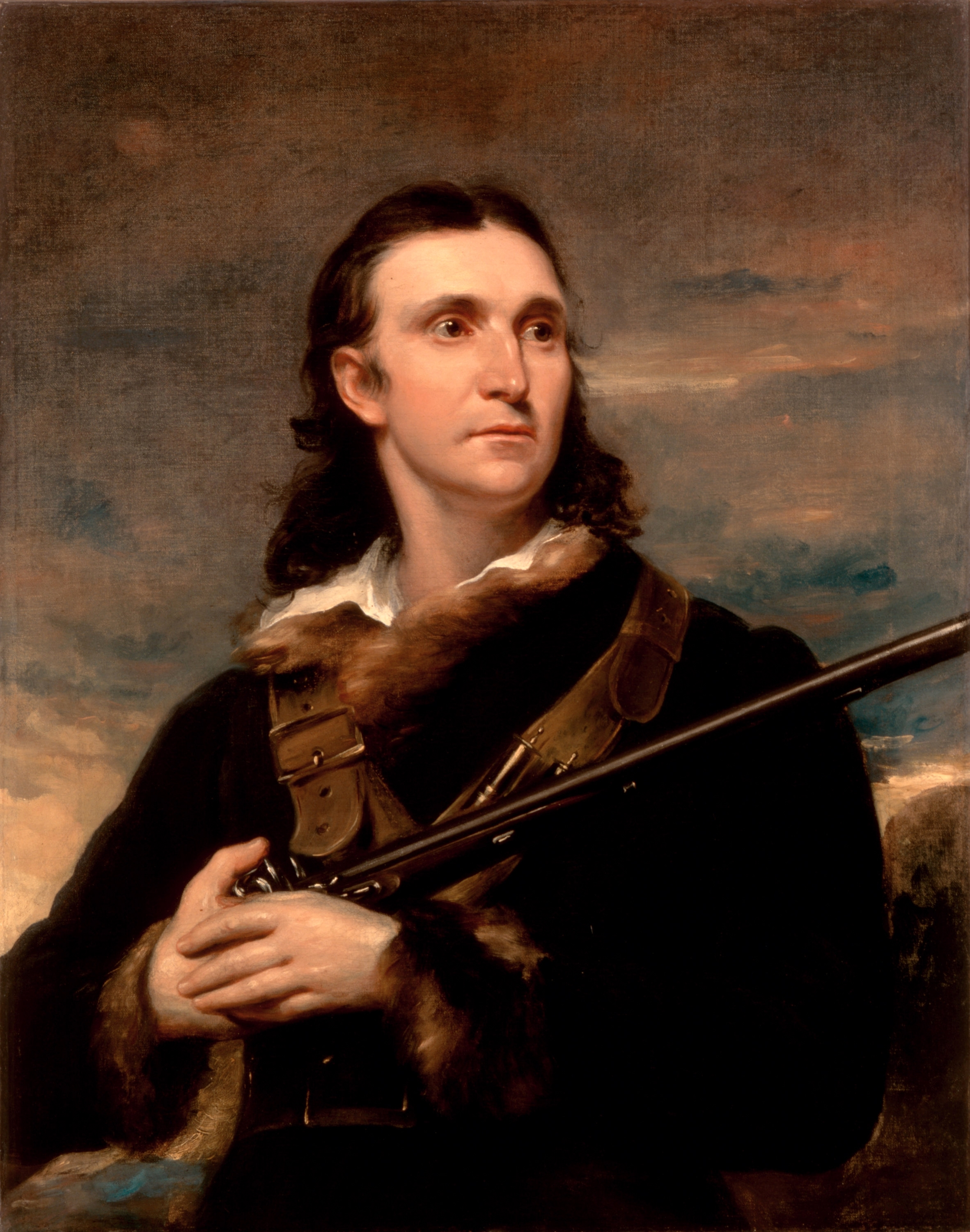
John James Audubon mit Flinte und Wolfsfell (gemalt 1826 von John Syme); durch das Auftreten als „amerikanischer Waldbewohner“ hoffte er, in England einen Verleger für seine Arbeiten zu finden.

John James Audubon, der sich 1812 im Alter von 23 Jahren mit seiner Ehefrau Lucy Bakewell in Louisville, Kentucky niedergelassen hatte, entwickelte schnell ein Interesse daran, Vögel, die er in der ländlichen Region jagte, zu malen. Die zu diesem Zwecke geschossenen Tiere fixierte er mit Draht in der gewünschten Pose. Im Jahr 1810 begleitete ihn der bekannte Ornithologe Alexander Wilson für einige Tage auf der Vogeljagd. Bei dieser Gelegenheit zeigte Wilson ihm Bilder seines Werkes American Ornithology mit zahlreichen Darstellungen nordamerikanischer Vögel. Audubon sagte später, dass ihn diese Zusammenkunft ermutigte, sich weiterhin auf dem Gebiet der Vogelmalerei zu betätigen, insbesondere da er bereits zu diesem Zeitpunkt seine eigenen Bilder als qualitätsvoller einschätzte als die Wilsons. Zehn Jahre später, angetrieben von wirtschaftlichen Schwierigkeiten, intensivierte Audubon seine Bemühungen und es entstanden schließlich erste Gemälde für das spätere Werk The Birds of America, in dem er sämtliche nordamerikanischen Vögel in Lebensgröße darstellen wollte. 1824 suchte er in Philadelphia und in New York vergeblich nach einem Verleger. Zwei Jahre später begann er mit seinem mittlerweile aus 240 Bildern bestehenden Portfolio einen erneuten Versuch, dieses Mal in England, wo er Bekanntschaft mit der wohlhabenden Familie Rathbone aus Liverpool machte. Durch die befreundeten Rathbones lernte Audubon den Botaniker und Parlamentsangehörigen William Roscoe kennen. Diese Bekanntschaft erwies sich als äußerst hilfreich für Audubon, denn Roscoe half dabei, Ausstellungen zu arrangieren, bei denen Audubon einige seiner Bilder einflussreichen Mitgliedern der britischen wissenschaftlichen Gesellschaft zeigen konnte. Bei einer dieser Ausstellungen in Manchester traf Audubon den amerikanischen Konsul F. S. Brookes aus Boston, der ihm empfahl, sein „großartiges Werk“ Stück für Stück als Abonnement zu vertreiben, da auf diese Weise vorab Kapital zur Deckung der zu erwartenden Kosten erwirtschaftet werden könnte. Audubon nahm an, dass eine Veröffentlichung im Rahmen eines regelmäßig erscheinenden Abonnements angesichts der großen Menge an Bildtafeln etwa 14 Jahre bis zur Vollendung des Werkes in Anspruch nehmen würde, war der Idee aber zugetan. In der begründeten Hoffnung, durch eine romantisierte Vorstellung des wilden Amerika größeren Anklang bei seinem Publikum zu finden, trat er bei seinen Ausstellungen regelmäßig als amerikanischer Waldbewohner in Wildledergewand und mit von Bärenfett geglättetem Haar auf. Die Strategie war erfolgreich, denn Audubon und seine Bilder stießen bei den Vertretern der wissenschaftlichen Gemeinde auf großes Interesse. So wurde er in verschiedenen Gelehrtengesellschaften aufgenommen, darunter in der Royal Society of London. Bei einer weiteren Ausstellung im September 1826 in Edinburgh lernte Audubon den Botaniker Patrick Neill kennen, der ihn wiederum mit dem respektierten Graveur William Home Lizars bekannt machte. Lizars war von den Arbeiten Audubons beeindruckt und willigte schließlich ein, die Bilder zu drucken. Nun, da ein Verleger gefunden war, konnte sich Audubon auf die Suche nach Abonnenten für sein Werk konzentrieren. Nachdem jedoch die ersten zehn Tafeln 1827 fertiggestellt worden waren, begannen die Arbeiter in Lizars Betrieb zu streiken und die Geschäftsbeziehungen erloschen. In London fand Audubon in dem Graveur Robert Havell Sr. schließlich einen weiteren Verleger, der die filigranen Arbeiten aufgrund seines Alters jedoch bereits im selben Jahr an seinen Sohn, Robert Havell, übertrug. Während der Produktionszeit kehrte Audubon dreimal nach Nordamerika zurück und malte zusätzliche Bilder. Daneben erweiterte er anhand präparierter Vögel in englischen Museen sowie angekaufter Bälge aus Expeditionen den Umfang seines Portfolios schließlich auf 433 Gemälde. Insgesamt entstanden daraus bis 1838 im Laufe von zwölf Jahren 435 Bildtafeln, die in 87 Sets zu jeweils fünf Stück, bestehend aus einem großen, einem mittleren und drei kleineren Bildern, veröffentlicht wurden.

### Mal- und Drucktechnik

Sämtliche Drucke wurden von Hand koloriert.

Die insgesamt 433 Bilder malte Audubon hauptsächlich in Wasserfarben. Aber auch Pastell, Zeichenkohle, Ölfarben, Tinte sowie Eitempera kamen vereinzelt zum Einsatz. Bilder, die mehrere Vögel zeigen, wurden mitunter aus mehreren Gemälden montiert, indem Audubon früher gemalte Vögel ausschnitt und in das neue Bild klebte (so geschehen beispielsweise bei Tafel CXLI (141)). Alle drei Graveure, die mit der Vervielfältigung der Bilder betraut waren, bedienten sich Techniken des Intaglio-Druckverfahrens wie Aquatinta oder Ätzradierung. So handelt es sich bei den ersten zehn Bildtafeln von Lizars um Aquatinten. Für die übrigen Tafeln von Robert Havell Sr. und Robert Havell Jr. ist nicht eindeutig überliefert, ob es jeweils Drucke in Aquatinta- oder Ätzradierungstechnik sind. Bei beiden Verarbeitungsweisen wird auf eine Metallplatte (bei The Birds of America ausschließlich Kupferplatten) eine Schutzschicht aus Harz, Lack oder Wachs aufgetragen, in die das spiegelverkehrte Abbild des Originals eingeritzt wird. In einem Säurebad, das die Metallplatte nur an den freigelegten Stellen angreift, entsteht so eine spiegelverkehrte Kopie des Originals in der Platte. Bei einer anschließenden Einfärbung und sofortigen Reinigung der glatten Flächen des Metalls verbleiben lediglich die eingeätzten Linien farbig und können nun auf ein Papier gedruckt werden. Jede einzelne so erstellte Kopie des jeweiligen Bildes von John James Audubon wurde daraufhin von den Graveuren und deren Mitarbeitern mit Wasserfarben in aufwendiger Handarbeit nachkoloriert. Welche Methode zum Tragen kam, um das Abbild auf die Schutzschicht zu spiegeln, ist nicht bekannt. Denkbar wäre insbesondere eine Punktierung, bei der das Original zuvor auf ein Pauspapier übertragen wird. Alle Bildtafeln aus The Birds of America sind auf hochwertigem Papier von J. Whatman und J. Whatman/Turkey Mill gedruckt. Es waren zwei Nachfolgeunternehmen des anerkannten Papierherstellers James Whatman. Der Zusatz Double Elephant Folio bezieht sich auf die Größe des Papiers. Dadurch, dass Audubon die Vögel in Lebensgröße darstellen wollte, benötigte er Papier von erheblicher Größe, insbesondere da zu den dargestellten Arten auch Vögel wie Truthühner oder Pelikane gehörten. Das fertiggestellte Werk ist etwa einen Meter hoch (Format: 100 x 68 cm). Um auch noch größere Vögel wie beispielsweise einen Flamingo darstellen zu können, malte Audubon die Tiere in entsprechenden Körperhaltungen, so dass die Maße des Papiers nicht überschritten wurden. Bei der Gestaltung der Druckplatte wich Robert Havell Jr. mitunter von den Bildern ab, die ihm von Audubon geliefert wurden. So wurden gelegentlich einzelne Elemente entfernt, Vögel neu arrangiert oder Vögel aus stilistischen Gründen in eine andere Tafel eingefügt. Manchmal waren die originalen Bilder teilweise unvollständig und wurden von Havell nach Audubons Anweisungen komplettiert. Bei zwei Gelegenheiten fertigte Havell auf der Basis eines Gemäldes zwei Bildtafeln an (Nummern CCCXCIII (393) und CCCXCV (395) sowie CCCXCIX (399) und CCCCXIV (414)), so dass sich aus den 433 Bildern Audubons 435 veröffentlichte Blätter ergeben. Die Nummerierung der Bildtafeln erfolgte je nach Druckversion in der Regel in römischen Ziffern. Havell fertigte die ersten 100 Bilder bis 1830, die zweiten hundert bis 1834, die dritten hundert bis 1836 und die letzten 135 Bildtafeln bis 1838. The Birds of America konnte gebunden oder in losen Blättern bestellt werden. Der Preis für die Komplettausgabe betrug 1838 im Vereinigten Königreich 182,14 Pfund und in den USA 1000 Dollar.

## Inhalt

Tafel CXLI (141) – die unteren Vögel sind ihrer Zeit entsprechend starr gemalt, der obere Vogel hingegen zeigt die bei Audubon typische Lebendigkeit.
Tafel CXXXVII (137): Die Bewegungsabläufe des Vogelfluges sind deutlich erkennbar.
Vögel bei der Verteidigung ihres Nestes.

Audubons ehrgeiziges Ziel, jeden Vogel Nordamerikas zu malen, resultierte in einem umfangreichen Werk, das insgesamt über 1050 Individuen aus mindestens 457 verschiedenen Arten darstellt. Während anfänglich noch regelmäßig eine Spezies auf den Bildtafeln dargestellt war, erhöhte sich diese Anzahl mit der Zeit, so dass bis zu fünf verschiedene Arten auf einem Blatt vertreten sind. Da sich Audubon ausschließlich im Osten der USA aufhielt und für westliche Vögel auf zugekaufte Exemplare angewiesen war, fehlen im vollendeten Werk jedoch insbesondere im Süd-Westen heimische Arten. Demgegenüber sind im Werk nicht nur amerikanische Vögel enthalten, sondern auch solche, die Audubon nur irrtümlich für in Nordamerika ansässig hielt. Bei zugekauften Vögeln verließ er sich auf die ihm gegebene Herkunftsangabe, die sich gelegentlich als falsch erwies. Ebenso sind offensichtliche Gefangenschaftsflüchtlinge wie auch europäische Vögel in The Birds of America vertreten, die Audubon in englischen Museen anhand dort ausgestellter Präparate in der Annahme malte, er hätte diese Art bereits in Nordamerika gesichtet. Beispielsweise wurde der Haubentaucher aus Tafel CCXCII (292) nach einem in London ausgestellten Exemplar gemalt. Unter den zahlreichen abgebildeten Vogelarten finden sich mit dem Karolinasittich, der Wandertaube, der Labradorente und dem Riesenalk insgesamt vier, die heute ausgestorben sind. Bei drei weiteren – dem Elfenbeinspecht, dem Gelbstirn-Waldsänger sowie dem Eskimobrachvogel – wird ebenfalls angenommen, dass es sie mittlerweile nicht mehr gibt. Daneben sind in The Birds of America verschiedene Vögel dargestellt, die Audubon erstbeschrieb; diese wurden von ihm regelmäßig nach Unterstützern und Freunden benannt, wie beispielsweise die nach dem befreundeten John Bachman benannte Kiefernammer, ursprünglich Fringilla bachmani. Die Darstellungen der Vögel in The Birds of America, die oftmals sowohl Weibchen als auch Männchen und gelegentlich Jungtiere enthielten, heben sich vor allem durch ihre Lebendigkeit und Natürlichkeit von typischen Vogelmotiven ihrer Zeit ab. Auf Gemälden abgebildete Vögel verharrten in der Regel in starren Posen, demgegenüber gab Audubon die Tiere in ihrem natürlichen Habitat und mit ihren natürlichen Bewegungen und Körperhaltungen wieder. Dieser Sprung von einer eher schematischen Darstellung hin zu einer Momentaufnahme im Leben des Tieres lässt sich anhand der Tafel CXLI (141) aufzeigen; die beiden unteren, sitzenden Raubvögel malte Audubon bereits 1809 und klebte sie in das 20 Jahre später gemalte Bild eines dritten, kurz vor dem Flug befindlichen Vogels. Die Darstellung innerhalb einer Bewegung macht einen naturgetreuen Eindruck, während die beiden anderen Vögel fast zweidimensional wirken. Wie wichtig Audubon die Abbildung natürlicher Bewegungen war, zeigt sich ebenfalls auf Tafel CXXXVII (137), auf der sich drei männliche Flötenstärlinge auf ein sich im Nest befindendes Weibchen bewegen. Die dreifache Darstellung des Männchens dürfte aufgrund der solitären Lebensweise der Art kaum nach natürlichem Vorbild gemalt sein, sondern dient wahrscheinlich dazu, mehrere Stufen eines Bewegungsablaufes (des Anfluges auf das Nest) darstellen zu können.

### Unbekannte Vögel

Cuvier's Kinglet
Blue Mountain Warbler
Townsend’s Bunting
Small-headed Flycatcher

Unter den Vögeln, die Audubon in The Birds of America darstellte, finden sich vier, deren Identität bis heute nicht geklärt werden konnte. Diese sogenannten Mystery Birds geben seit jeher Anlass für Spekulationen, ob es sich möglicherweise um Arten handelt, die ausstarben, bevor sie wissenschaftlich beschrieben wurden, aber von Audubon noch gesichtet und gemalt wurden. Wahrscheinlicher ist jedoch, dass es sich um Hybride oder um bekannte Vögel mit Farbanomalien handelt. Konkret sind es folgende Vögel:
- Cuvier’s Kinglet, Tafel LX (55)
- Carbonated Warbler, Tafel LX (60)
- Blue Mountain Warbler, Tafel CCCCXXXIV (434)
- Small-headed Flycatcher, Tafel CCCCXXXIV (434)

Ein weiterer Mystery Bird – Townsend’s Bunting aus Tafel CCCC (400) – konnte mittlerweile bestimmt werden. Es ist der einzige der unbekannten Vögel, von dem der Balg, nach dem Audubon das Abbild malte, erhalten ist. Dieses im Smithsonian Museum of Natural History in Washington gelagerte Exemplar, das Audubon von John Kirk Townsend erhalten hat, wurde als Dickzissel mit Farbanomalie identifiziert. Washington’s Eagle aus Tafel XI (11), ein ungewöhnlich großer Seeadler, von dem Audubon behauptete, es sei eine neue Spezies, wird gemeinhin nicht als Mystery Bird bezeichnet, da seine Identität (gegen Audubons Widerstand) bereits früh mehrheitlich als Weißkopfseeadler erkannt wurde.

## Rezeption und Kritik

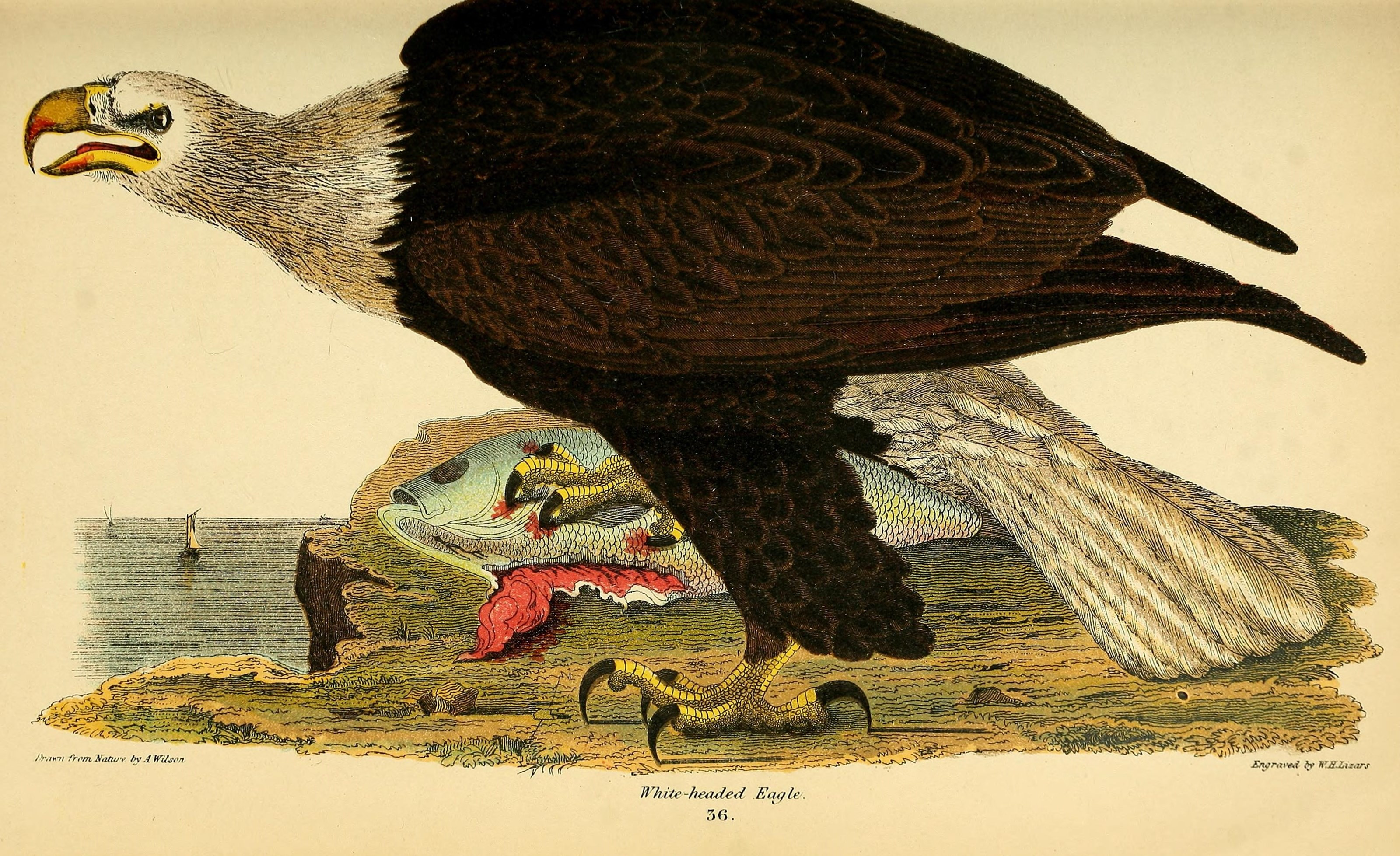
Weißkopfseeadler aus Alexander Wilsons American Ornithology
Weißkopfseeadler aus The Birds of America

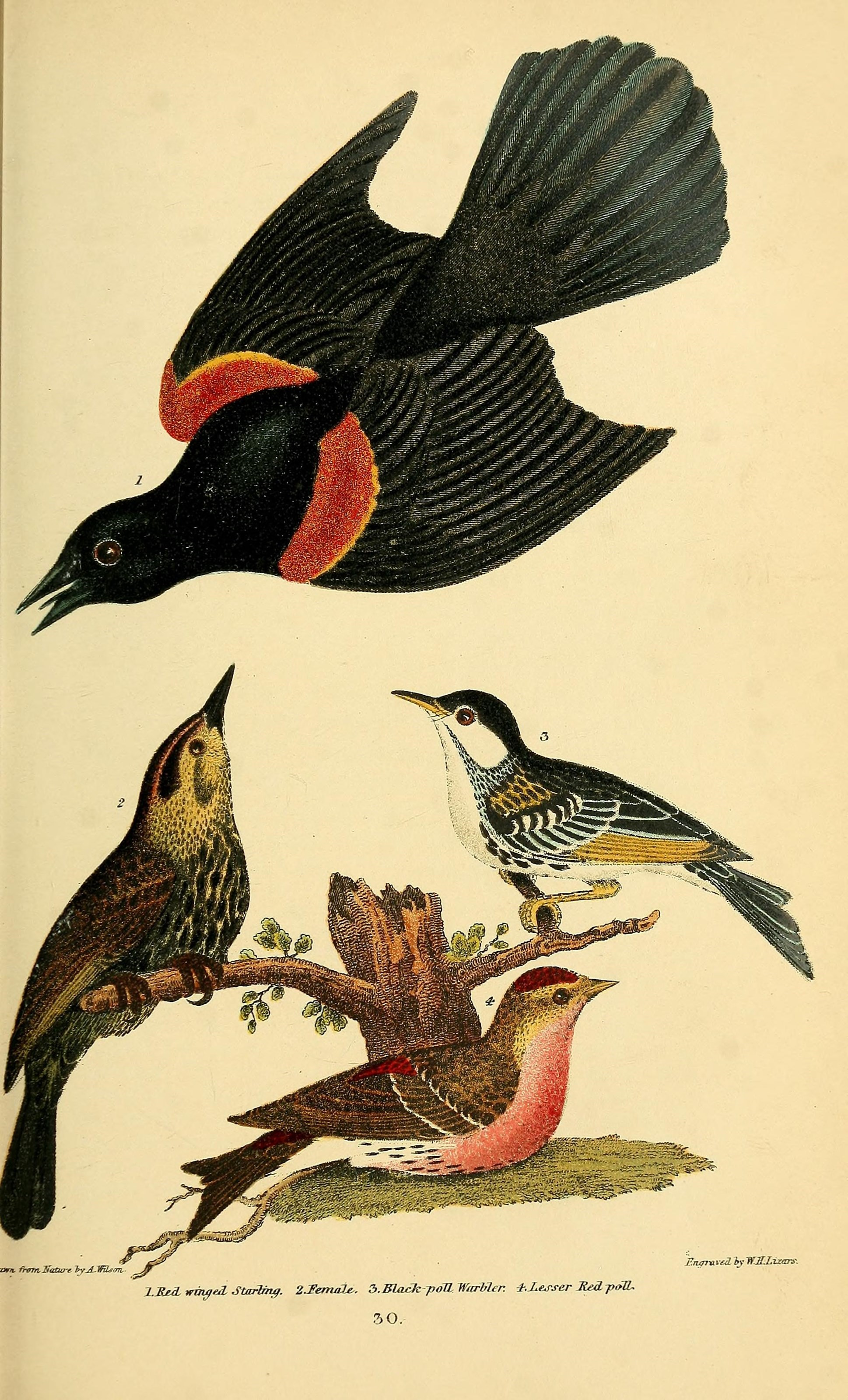
Rotflügelstärling aus Alexander Wilsons American Ornithology
Rotflügelstärling aus The Birds of America
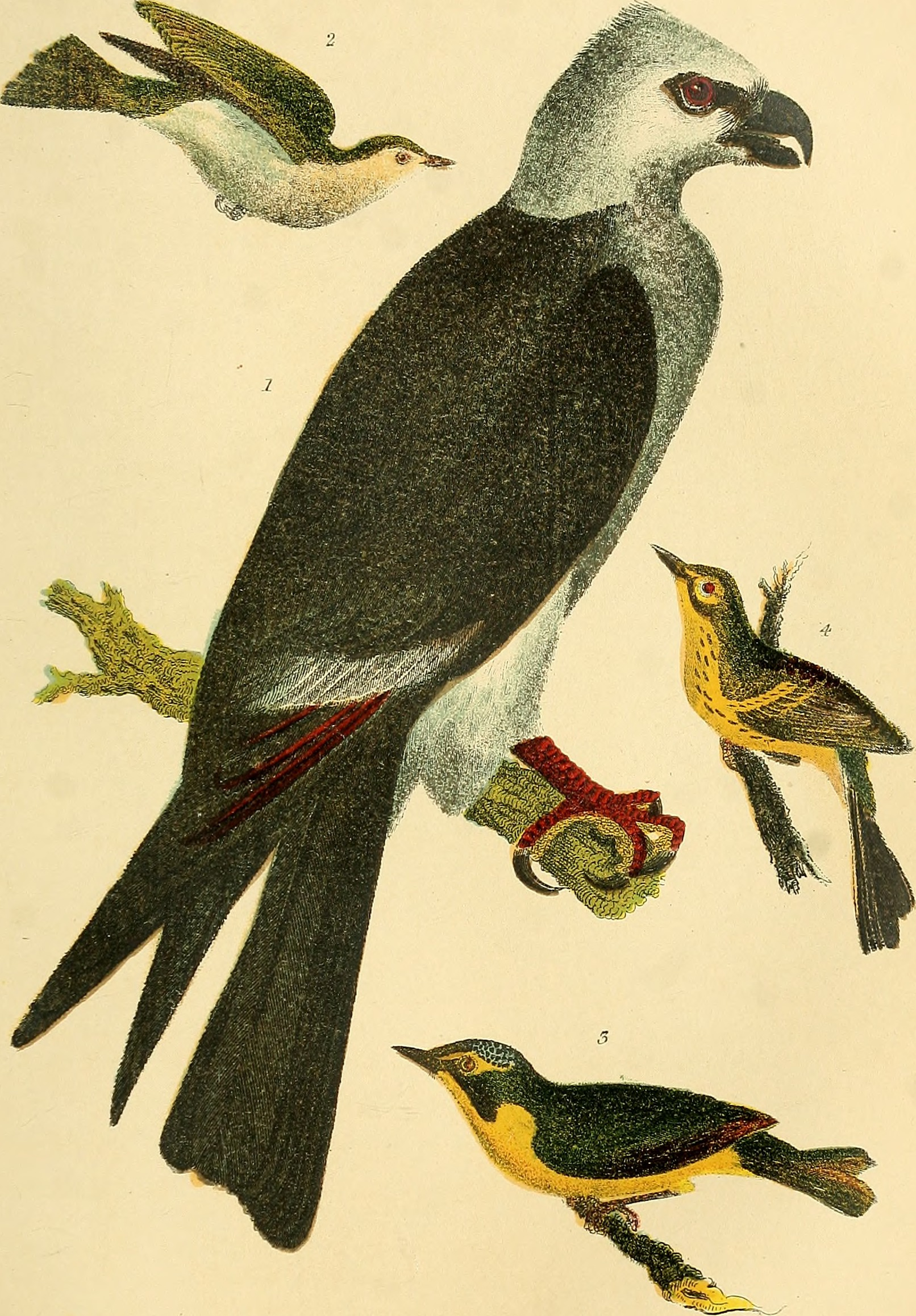
Mississippiweih aus Alexander Wilsons American Ornithology
Mississippiweih aus The Birds of America. Der untere Vogel entspricht spiegelverkehrt der Version von Wilson.

The Birds of America fand breite Anerkennung und war ein finanzieller Erfolg. Der enorme Umfang des Werkes und der damit einhergehende Zeitaufwand wurde mitunter als „Denkmal der amerikanischen Unternehmenslust und Wissenschaft“ gesehen. Eine Rolle spielte wohl auch die herausragende Qualität der Drucke von Robert Havell, die mit ihren klaren Linien und leuchtenden Farben überzeugten. Audubons Darstellungen von Vögeln in all ihrer Natürlichkeit, die Bewegungen möglichst lebendig wiedergaben, werden bis heute als eine Art Brücke zwischen Wissenschaft und Kunst betrachtet. The Birds of America wird gemeinhin als eines der wichtigsten amerikanischen ornithologischen Werke gesehen. Durch die National Audubon Society steht der Name Audubon heute sinnbildlich für die Beobachtung und den Schutz von Vögeln in Nordamerika.
Während der künstlerische Wert von The Birds of America weitestgehend unbestritten ist, sah sich Audubon bereits zu Lebzeiten auch Kritik ausgesetzt, die insbesondere auf den wissenschaftlichen Wert des Werkes sowie seine Arbeitsweise abzielte. Im Gegensatz zu anderen Autoren wichtiger Werke im Bereich der Vogelkunde hatte Audubon keinerlei ornithologische Ausbildung und so bewahrte er bei Erstbeschreibungen – anders als üblich – in der Regel kein Typusexemplar auf, was die Nachprüfbarkeit seiner Beobachtungen erschwerte, wenn nicht gänzlich unmöglich machte. Ein großer Teil seiner vermeintlichen Neuentdeckungen stellte sich schon früh als bereits bekannt heraus und so malte er die gleiche Art oft mehrfach mit verschiedenen Namen. Ein weiterer Kritikpunkt richtete sich gegen die Darstellungen in The Birds of America, die trotz des Vermerkes Drawn from Nature (deutsch: Nach natürlichem Vorbild gemalt) unrealistische oder eindeutig falsche Szenarien enthielten. So wurde das Abbild einer baumkletternden, eierraubenden Klapperschlange auf Tafel XXI (21) aufgrund des atypischen Verhaltens sowie der deutlich zu groß gemalten Fangzähne der Schlange als irreführend kritisiert. Die Darstellung des Raubvogels Washington’s Eagle, der keiner bekannten Art eindeutig zugeordnet werden konnte, wurde bereits zu Lebzeiten Audubons mitunter als freie Erfindung betrachtet. Manche Bilder in The Birds of America ähneln Gemälden Alexander Wilsons aus seinem früher erschienenen Werk American Ornithology so sehr, dass Audubon vorgeworfen wurde, die Bilder plagiiert zu haben.

## Verbleib

### Komplette Werke und einzelne Blätter

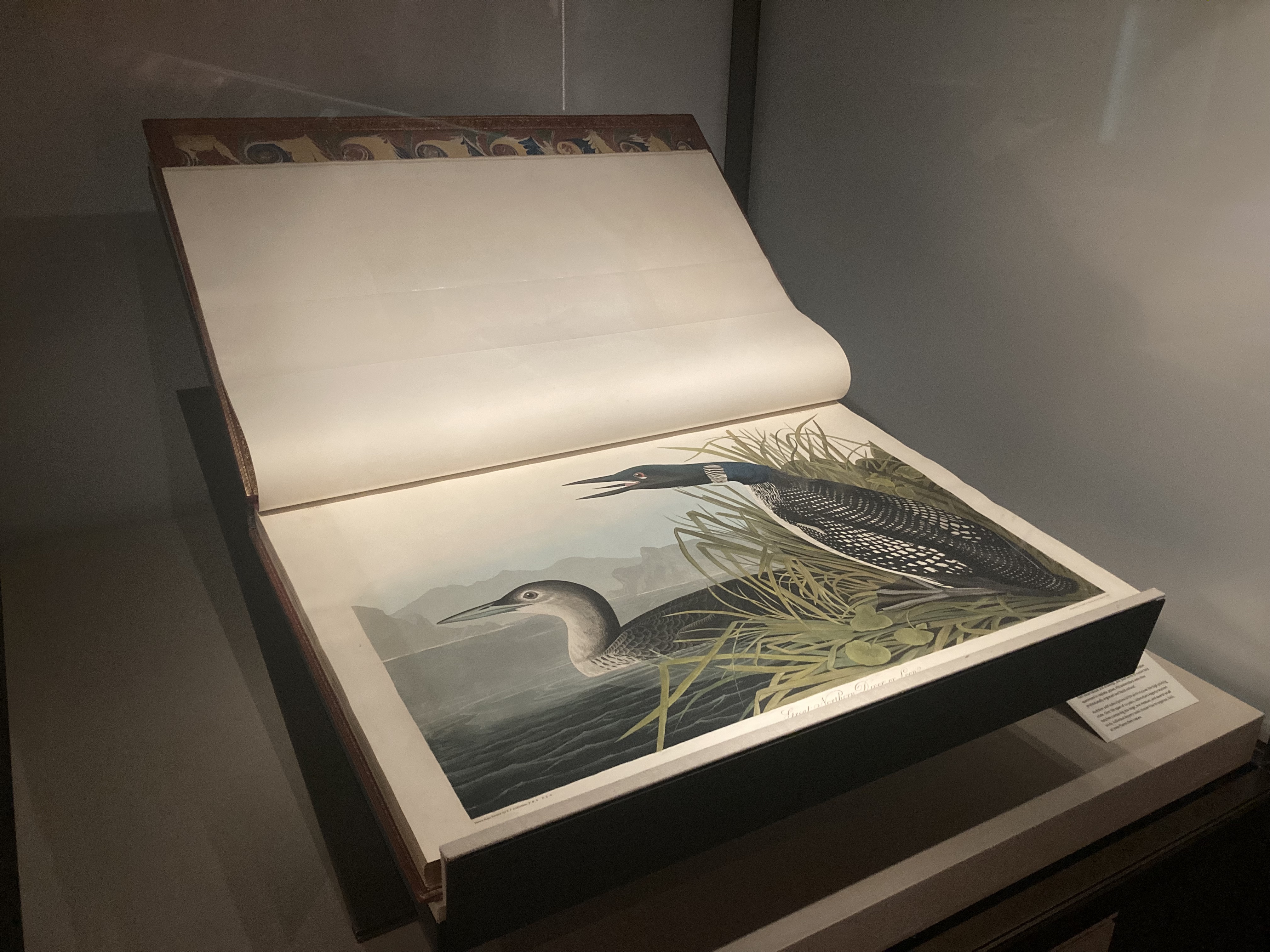
Komplettband aus dem Bestand des Duke of Portland, 2018 vom Auktionshaus Christie’s versteigert.

Insgesamt konnte John James Audubon 161 Abonnenten für The Birds of America gewinnen. Schätzungen zufolge produzierte Robert Havell etwa 200 Vollversionen des Werkes, von denen heute noch 120 existieren. Von diesen 120 befinden sich 13 in privater Hand und der Rest in Universitäten und ähnlichen Institutionen. Hinzu kommen einzelne Blätter, da Abonnenten ihr Engagement manchmal vor der Vollendung des letzten Sets zurückzogen. Wie viele solche einzelnen Blätter existieren, kann heute nicht mehr festgestellt werden.

### Kupferplatten
Sämtliche zum Druck verwendeten Kupferplatten einschließlich derer, die von William Home Lizars erstellt wurden, befanden sich im Besitz von Robert Havell, als er 1839 nach Nordamerika emigrierte, wo ein Feuer 1845 einen großen Teil der Platten zerstörte. Die verbliebenen 350 Stück gelangten anschließend in den Besitz von Audubons Witwe Lucy, die sie 1871 als Altmetall verkaufte. Ein Mitarbeiter des Verwertungsbetriebs erkannte die Arbeiten, die sich kurz vor dem Einschmelzen befanden, und rettete insgesamt 85 der ehemals 435 Kupferplatten.

### Originale Gemälde
Die Gemälde, die John James Audubon anfertigte und nach denen die Druckplatten erstellt wurden, befinden sich heute mit Ausnahme zweier verschollener Bilder – für Tafel LXXXIV (84) und für CLV (155) – im Besitz der New York Historical, wo sie auch besichtigt werden können.

### Öffentlich ausgestellte Exemplare
Die Exemplare von The Birds of America im Besitz von Universitäten und Museen werden regelmäßig ausgestellt. Nachfolgend findet sich eine beispielhafte Aufzählung.
Museen:
- Field Museum of Natural History, Chicago[25]
- National Museum of Scotland, Edinburgh[26]
- North Carolina Museum of Art, Raleigh, North Carolina[27]
- Paisley Museum, Paisley[28]
- Stark Museum of Art, Orange (Texas)[29]

Bibliotheken und Universitäten:
- Beinecke Rare Book and Manuscript Library, New Haven, Connecticut[30]
- Buffalo & Erie County Public Library, Buffalo, New York[31]
- Liverpool Central Library, Liverpool[32]
- Royal College of Physicians and Surgeons of Glasgow, Glasgow[33]

### Jüngere Verkäufe
The Birds of America gilt als eines der teuersten Bücher der Welt. Auktionen kompletter Sets erzielen regelmäßig Ergebnisse im Millionenbereich. 2018 schloss eine von Christie’s durchgeführte Auktion eines Komplettexemplars bei einem Höchstgebot von 9,65 Millionen Dollar ab. 2012 brachte ein vollständiges Set, das ebenfalls bei Christie’s angeboten wurde, 7,92 Millionen Dollar ein. Eine Auktion aus dem Jahr 2010 erzielte bei Sotheby’s umgerechnet knapp 10 Millionen Dollar, was damals den teuersten bis dahin registrierten Buchverkauf darstellte.

## Sonstiges
- Während der Produktion von The Birds of America veröffentlichte Audubon zusammen mit dem Ornithologen William MacGillivray das Werk Synopsis of Birds of America, das die Vögel aus dem Hauptwerk in einer systematischen Reihenfolge auflistet. Audubon selbst sowie zwei befreundete Abonnenten, Dr. Benjamin Philips und Edward Harris, wollten ihre Ausgabe entsprechend der Reihenfolge nach systematischer Ordnung und nicht nach den Nummern auf den Bildtafeln sortiert haben.[15]
- Nachdem sich Audubons ornithologisches Wissen stark vergrößert hatte und er noch vor Fertigstellung des Gesamtwerkes einige Fehler in seinen Bildern erkannte, beauftragte er Robert Havell insgesamt 13 weitere Bildtafeln zu drucken. Sie sollten kleinere Fehler ausbessern, beispielsweise wurden Vögel, die Audubon fälschlicherweise für eine Neuentdeckung hielt, die aber bereits bekannt und sogar schon in The Birds of America enthalten waren, einfach in die Platte mit dem gültigen Artnamen eingefügt. Diese zusätzlichen 13 auch als Composite Plates bekannten Bildtafeln wurden exklusiv den Exemplaren von Audubon, Harris und Philips hinzugefügt.[38]
- Audubon veröffentlichte seine Aufzeichnungen, die er während der Anfertigung der Gemälde für The Birds of America verfasste, in dem fünfbändigen Buch Ornithological Biography, or an Account of the Habits of the Birds of the United States of America.[39]
- Wegen der enormen Größe der Bücher ließen sich Käufer von The Birds of America oftmals spezielle Kommoden anfertigen, in denen die Bände abgelegt und auch gelesen werden konnten.[40]